# Cedegolo
Cedégolo (Sedégol in dialetto camuno) è un comune italiano di 1 121 abitanti, della Val Camonica, provincia di Brescia in Lombardia.
È attraversato dalla strada statale 42 del Tonale e della Mendola e possiede una stazione ferroviaria della linea Brescia-Iseo-Edolo in territorio di Novelle.
Il territorio di Cedegolo confina con diversi comuni: a est quello di Cevo, a nord ancora Cevo e Berzo Demo, ad ovest quello di Sellero, e a sud quello di Capo di Ponte, Cimbergo e Paspardo.

## Geografia fisica

### Territorio
Il paese di Cedegolo sorge in una stretta gola formata dall'escavazione dell'Oglio, sul suo versante orientale. È attraversato da due torrenti: la Val Gravagna, più a nord, e la Poia, più a sud.
Il paese è cresciuto principalmente lungo la strada statale 42 del Tonale e della Mendola, che in questo punto è molto stretta, a causa delle antiche costruzioni che la contornano.

### Clima
Il clima a Cedegolo è freddo e moderato, con piovosità significativa durante tutto l'anno.
La temperatura media annuale è di 2,9 °C, essendo luglio il mese con temperature più alte (17 °C) e gennaio il mese con temperature più basse (-12,6 °C).
La piovosità media annuale è di 1807 mm. In particolare le piogge sono più scarse nel mese di gennaio (67 mm) e più abbondanti nel mese di giugno (213 mm).
| [ 4 ]               | Mesi  | Mesi  | Mesi | Mesi | Mesi | Mesi | Mesi | Mesi | Mesi | Mesi | Mesi | Mesi  | Stagioni | Stagioni | Stagioni | Stagioni | Anno  |
| [ 4 ]               | Gen   | Feb   | Mar  | Apr  | Mag  | Giu  | Lug  | Ago  | Set  | Ott  | Nov  | Dic   | Inv      | Pri      | Est      | Aut      | Anno  |
| ------------------- | ----- | ----- | ---- | ---- | ---- | ---- | ---- | ---- | ---- | ---- | ---- | ----- | -------- | -------- | -------- | -------- | ----- |
| T. max. media (°C)  | −2,6  | −1,4  | 2,4  | 5,5  | 10,4 | 15,3 | 17,0 | 16,7 | 13,0 | 8,8  | 2,7  | −1,6  | −1,9     | 6,1      | 16,3     | 8,2      | 7,2   |
| T. min. media (°C)  | −12,6 | −11,4 | −6,6 | −2,5 | 1,8  | 6,2  | 8,0  | 8,0  | 4,7  | 0,8  | −4,6 | −10,4 | −11,5    | −2,4     | 7,4      | 0,3      | −1,6  |
| Precipitazioni (mm) | 67    | 70    | 92   | 158  | 197  | 213  | 204  | 199  | 170  | 174  | 177  | 86    | 223      | 447      | 616      | 521      | 1 807 |

## Storia
Il comune di Cedegolo nasce nel 1797, alla caduta della Repubblica di Venezia. Prima era frazione di Grevo.
Il 31 agosto 1757 strariparono sia il fiume Oglio sia il Poia, salendo di oltre 7 metri il livello ordinario.
Il ponte sul Poia, al centro del paese, fu ultimato nel 1592. Precedentemente ve ne era un altro, con lo stemma di Valcamonica, e inciso sulla lastra di marmo Camunes Populi. Jo. Maria Parisio Doct. Viziat. Sindicio MDXCII.
Da Cedegolo nel luglio del 1866 il IV reggimento dei volontari italiani e il II battaglione dei bersaglieri mossero per entrare in Trentino austriaco, passando per il lago d'Arno.
Il 18 marzo 1927 sulla Gazzetta Ufficiale si pubblica il decreto che autorizza il trasferimento del comune da Grevo a Cedegolo.
Nel 1928 Cedegolo è unita a Sellero, Novelle e Berzo Demo.

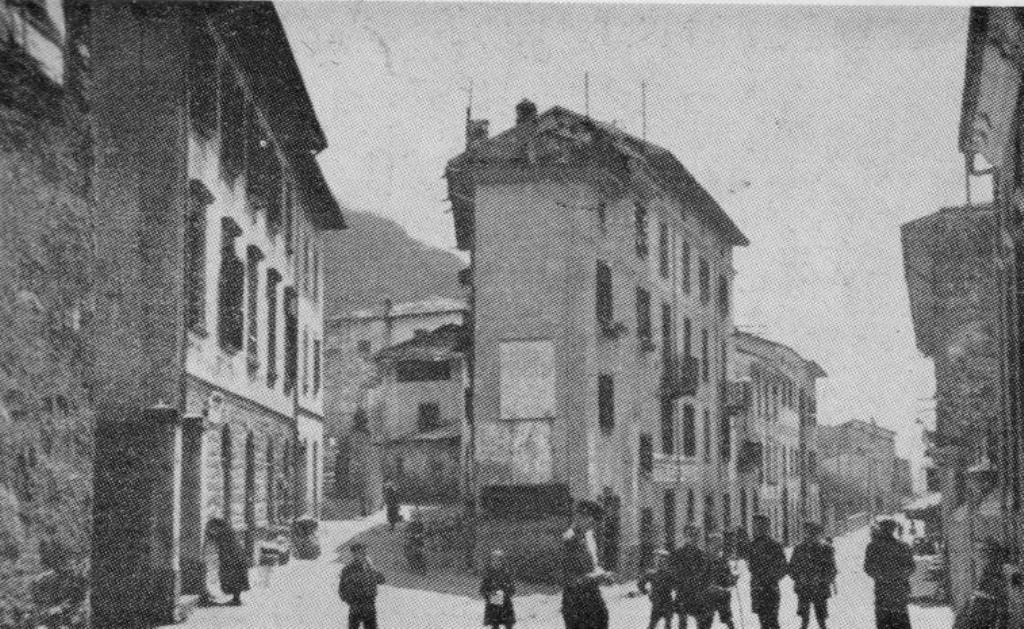
Centro di Cedegolo nel 1941
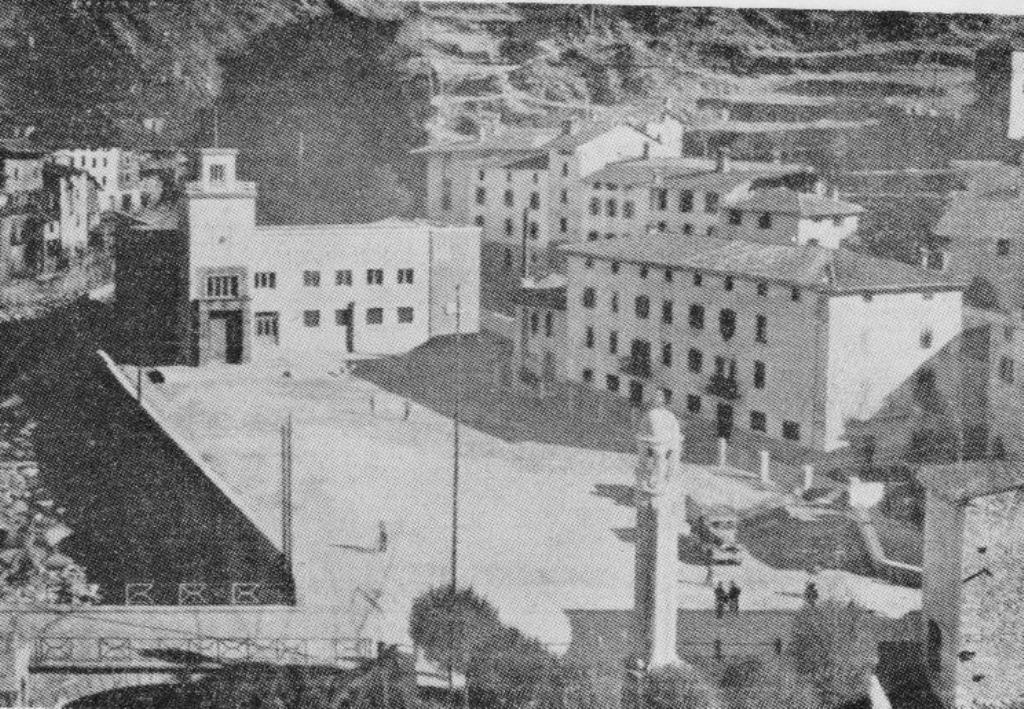
Ex Piazza Littorio, oggi Piazza Roma
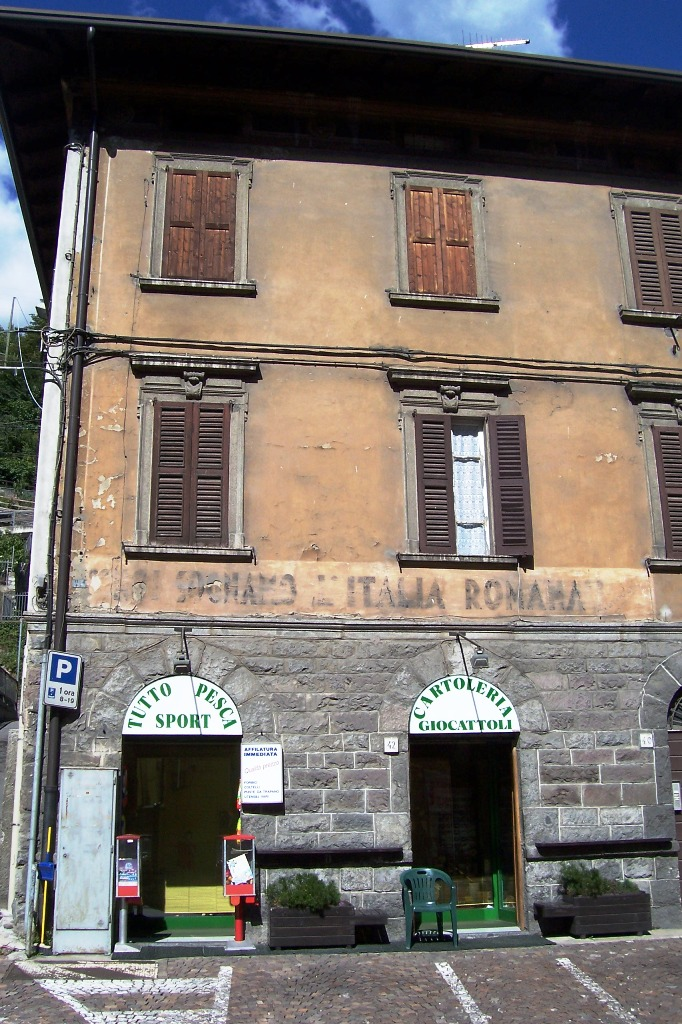
Casa che riporta l'invocazione "Noi sognamo l'Italia romana"
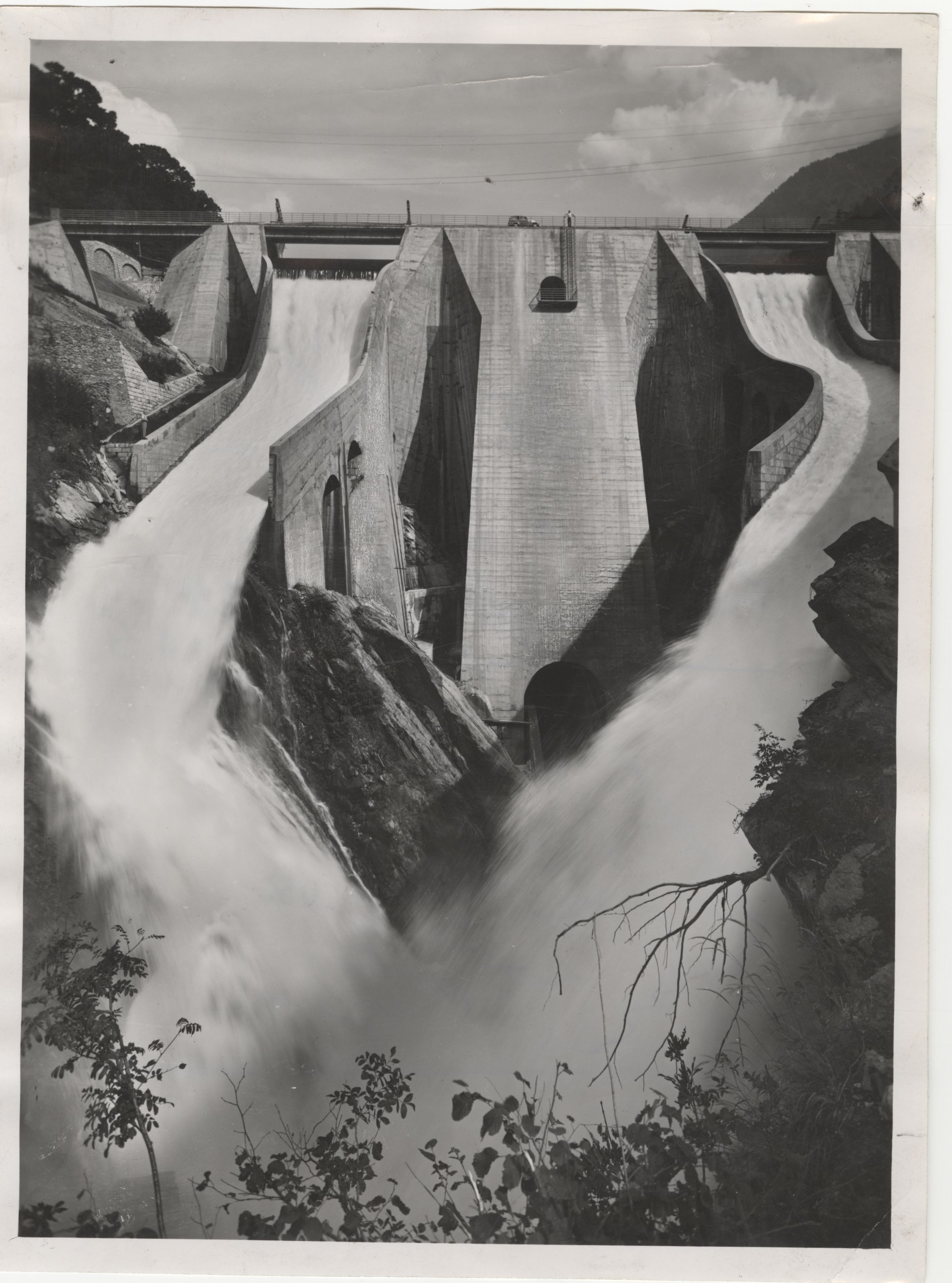
La diga sul Poglia nel 1954 (Archivio storico del Touring Club Italiano)
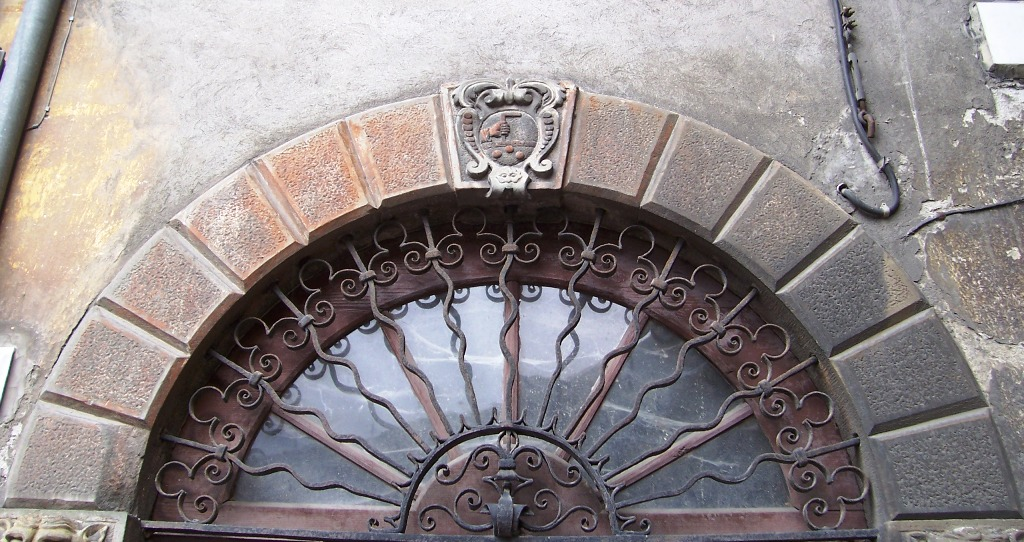
Portale
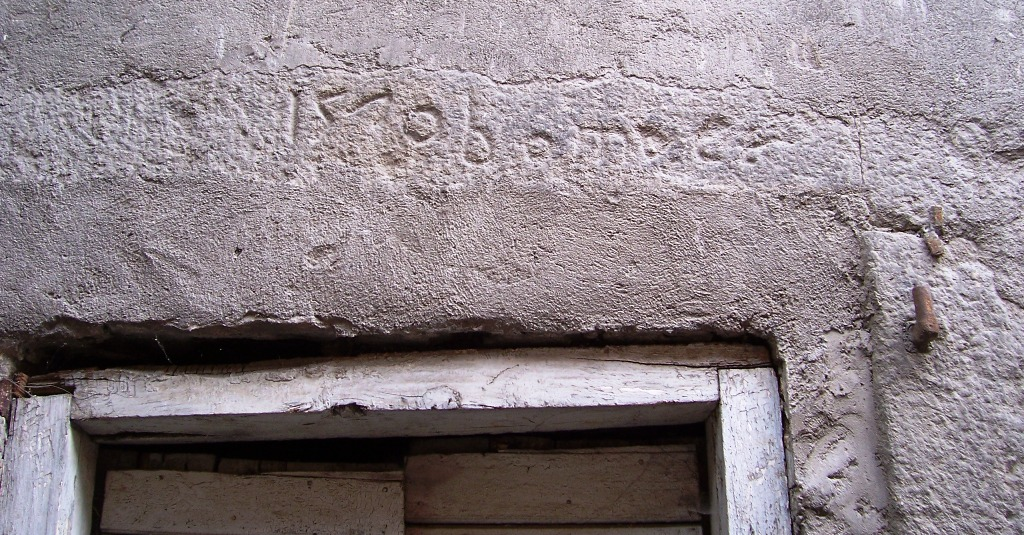
Portale (1570)

### Simboli
accompagnato in alto a sinistra e in basso a destra da un giglio
d'oro; nel secondo di rosso, all'incudine d'argento, sormontata a sinistra da un ovale ritto del medesimo. Ornamenti esteriori da Comune.»
Lo stemma è privo di un decreto di concessione ed è adottato ed usato liberamente dal Comune.
Il gonfalone è un drappo partito di rosso e di azzurro.

## Monumenti e luoghi d'interesse

### Architetture religiose
Le chiese di Cedegolo sono:
- Parrocchia di San Girolamo, della prima metà del XVII secolo. L'altare maggiore è di Pietro Ramus, con il paliotto realizzato da Giovanni Giuseppe Piccini.

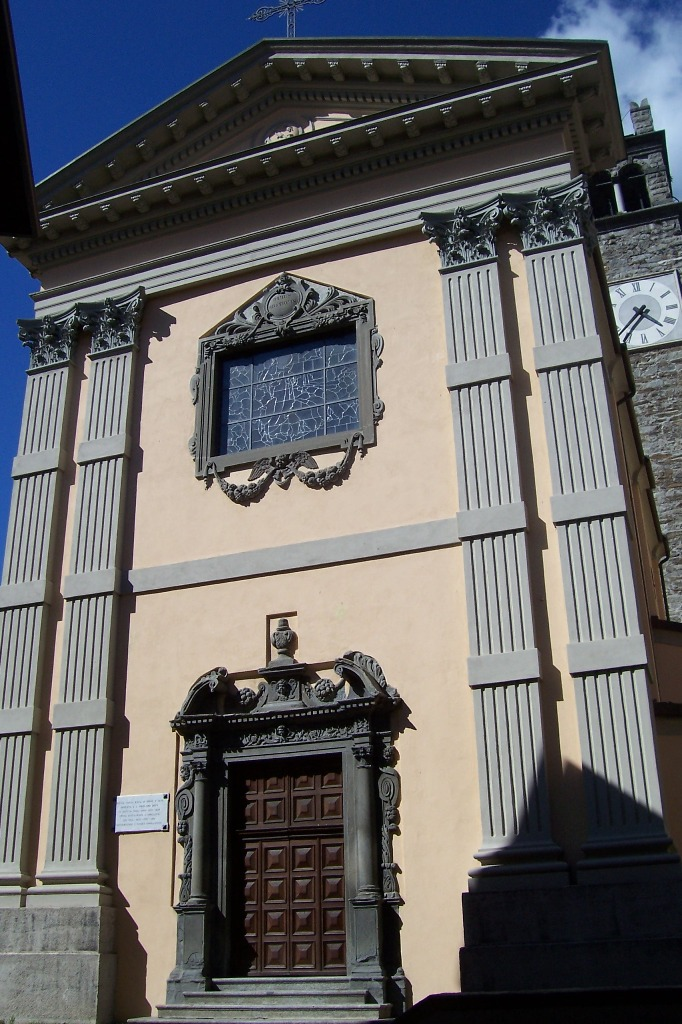
Chiesa di san Girolamo

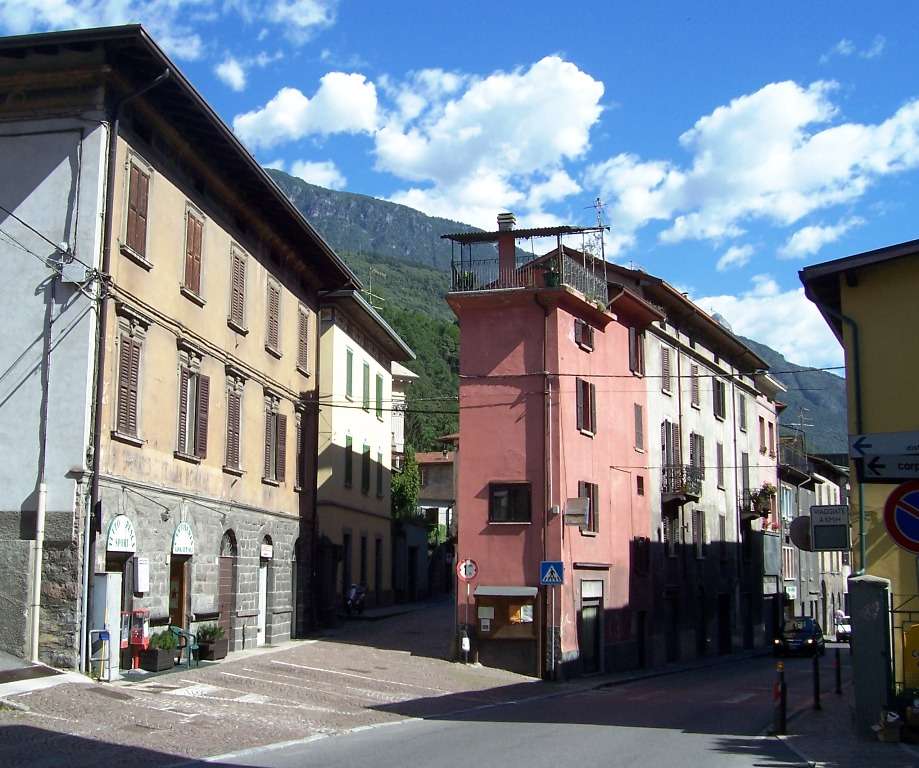
Centro di Cedegolo
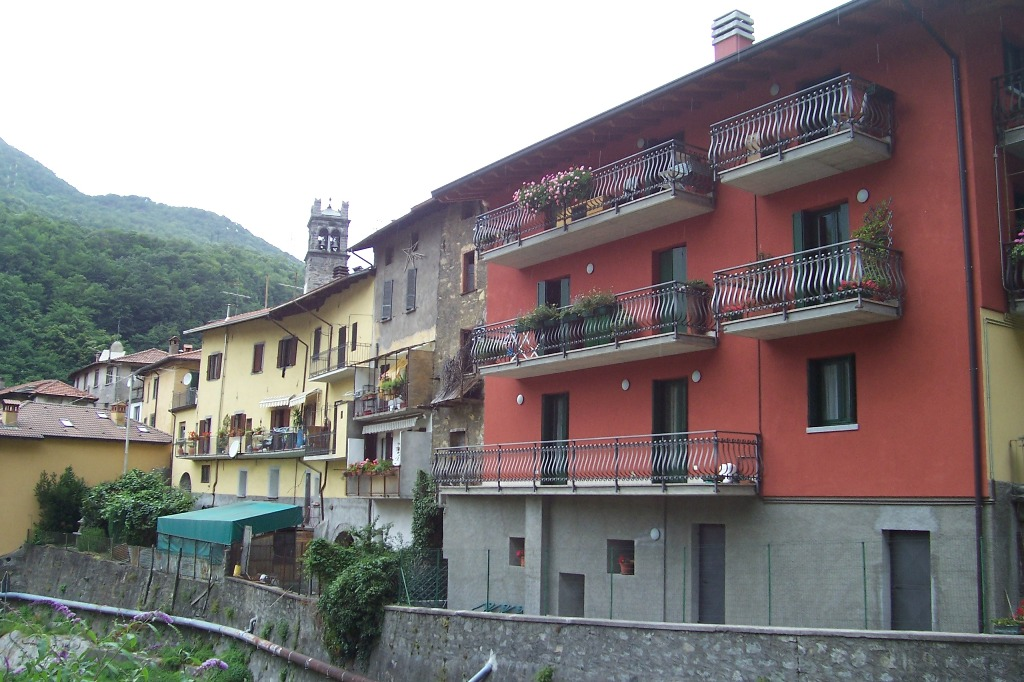
Paese visto dalla Poia
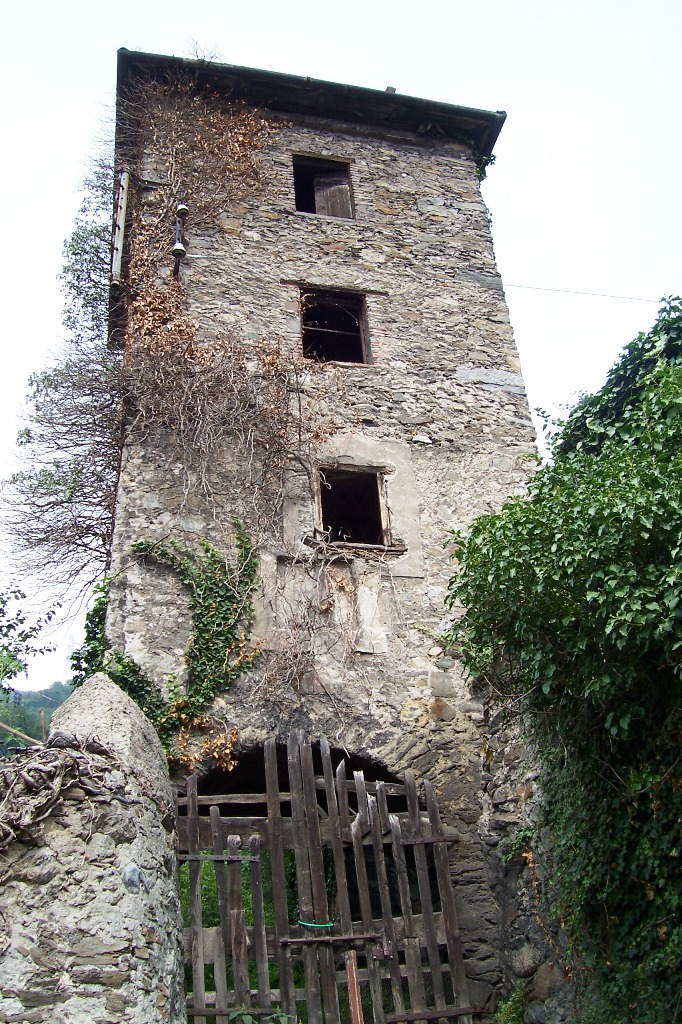
Torre di Cedegolo

## Società

### Evoluzione demografica
Abitanti censiti

### Tradizioni e folclore
Gli scotöm sono nei dialetti camuni dei soprannomi o nomiglioli, a volte personali, altre indicanti tratti caratteristici di una comunità. Quello che contraddistingue gli abitanti di Cedegolo è Lìca-tóncc (Lecca-piatti).

## Cultura

### Musei

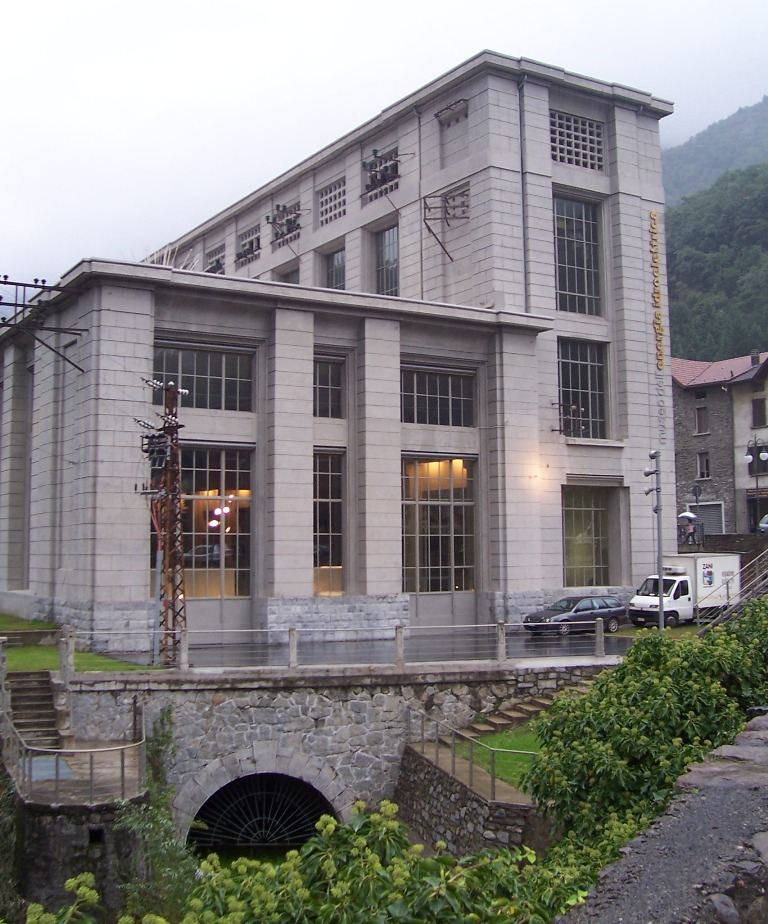
Museo dell'Energia Idroelettrica di Valcamonica
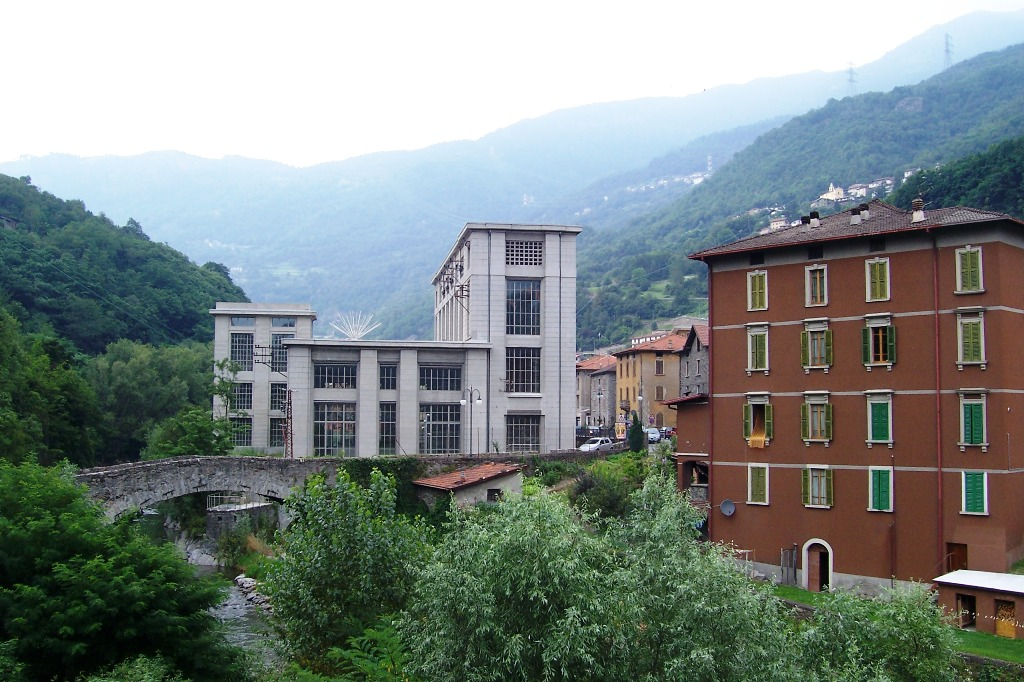
Ponte della Noce
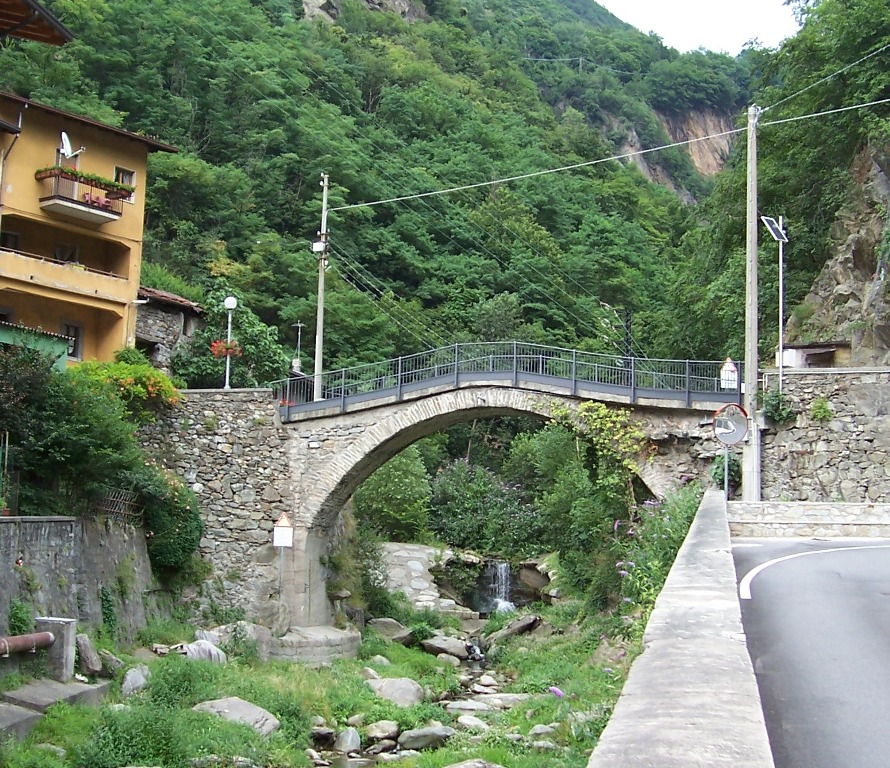
Ponte sulla Poia

- Museo dell'Energia Idroelettrica di Valcamonica
- Ponte della Noce
- Ponte sulla Poia

## Infrastrutture e trasporti

### Strade
Attraverso l'abitato di Cedegolo scorre, con qualche difficoltà data dalla strozzatura del centro del paese, la Strada statale 42 del Tonale e della Mendola. Dal lato settentrionale dell'abitato si diparte la strada provinciale per la Val Saviore che porta ad Andrista, Fresine, Cevo e Saviore dell'Adamello.

### Ferrovie
La stazione di Cedegolo si trova in realtà in comune di Sellero, ai piedi dell'abitato di Novelle, sulla sponda occidentale del fiume Oglio. Data la vicinanza all'abitato di Cedegolo (a cui si accede attraversando semplicemente un ponte) viene indicata come parte di questo.
La stazione, una delle più importanti per la media Valle, è anche stazione d'interscambio con il servizio bus, e fa parte della linea ferroviaria Brescia-Iseo-Edolo.

## Amministrazione

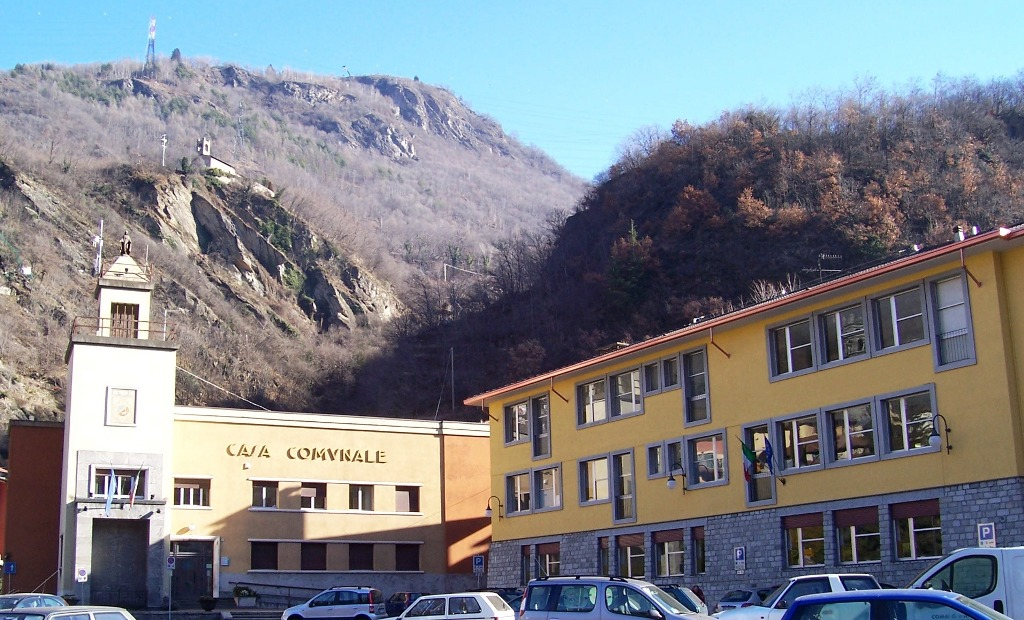
Il municipio di Cedegolo

| Periodo        | Periodo        | Primo cittadino        | Partito                        | Carica  | Note |
| -------------- | -------------- | ---------------------- | ------------------------------ | ------- | ---- |
| 1985           | 1995           | Antonio Albertelli     | Lista Civica                   | Sindaco |      |
| 24 aprile 1995 | 14 giugno 1999 | Gianpietro Guizzetti   | lista civica                   | Sindaco |      |
| 14 giugno 1999 | 8 giugno 2009  | Pier Luigi Mottinelli  | lista civica di centrosinistra | Sindaco |      |
| 8 giugno 2009  | 26 maggio 2014 | Andrea Bortolo Pedrali | lista civica di centrosinistra | Sindaco |      |
| 26 maggio 2014 | 27 maggio 2019 | Aurelia Milesi         | lista civica di centrosinistra | Sindaco |      |
| 27 maggio 2019 | in carica      | Andrea Bortolo Pedrali | lista civica di centrosinistra | Sindaco |      |

### Unione di comuni
Cedegolo fa parte dell'Unione Comuni della Valsaviore, assieme ai comuni di Berzo Demo, Cevo, Saviore dell'Adamello, e dal 2003, Sellero.

L'unione di comuni, che ha sede a Cedegolo, è stata creata il 20 agosto 1999, e ha una superficie di circa 225 km².